# 希波墨冬
希波墨冬（Hippomedon of Sparta；前3世纪人）是斯巴达王亚基斯四世的堂亲/表亲。 希波墨冬幫助父亲阿格西劳斯在亚基斯四世手下获得了一个重要的职位。可是阿格西劳斯管理不善，導致他们兩父子被流放。随后，希波墨冬成为色雷斯城市长官，由托勒密三世任命。

## 生活
希波墨冬是阿格西劳斯的儿子，堂亲/表亲是亚基斯四世。他肯定比亚基斯年长，普鲁塔克称当年轻的国王开始从事他的政治改革时，希波墨冬已经在很多场合崭露头角。 希波墨冬积极的参与了亚基斯四世的计划，并且成功爭取到其父亲阿格西劳斯的支持。可是后者只是追逐自己的利益，以爱国主义为外衣；在亚基斯四世離開斯巴達，远征科林斯支持阿拉图斯後，阿格西劳斯在斯巴达的管治惹起許多人不滿，结果反对派召回列奥尼达二世，逼使阿格西劳斯逃离斯巴達。
希波墨冬追随着他的父亲一起流亡，尽管他并没有参与父亲的不受欢迎的举动。在随后的一段时间里，他成为了色雷斯城市的长官，由托勒密三世任命。 我们从波利比烏斯处知道，在前219年克里昂米尼三世死亡时，希波墨冬还活着，当王冠要交给他或者他的两个外孙时（阿希达穆斯五世的儿子，阿希达穆斯娶了希波墨冬的一个女儿）；可是他们的宣称被无视了，一个與王室无关的人莱库尔哥斯被推上了王座。